# 七片藍
七片 藍(ななひら あい、1975年3月6日-)は、日本のイラストレーター、モンスターデザイナー及びカードゲーム等のゲームクリエイターである。一見女性のような名前だが、男性である。

## 活動
2001年から商業活動開始。2012年までにかなりの出版社にてキャラクターデザインなどを寄稿している。特に広く一般に知られているのはブロッコリーから発売された「ディメンション・ゼロ」シリーズのキャラクターデザインである。
一方で多くの書籍やムック本の挿絵の分野でもかなり活躍している実力派である。

## 画風
一度見たら忘れられないほどの超個性的な絵柄が特徴で、美少女から老若男女、モンスターキャラまで幅広い表現を得意とする。繊細なペンタッチと、ややグレイッシュながらパリっとした、はっきりした色使いが印象的な画風である。独特なファンタジー世界の表現を得意とするが、オファー通りのイメージキャラクターも数多く描きこなす。